# Азобилирубин
Азобилирубин — красно-фиолетовое вещество, получаемое путём конденсации диазотированной сульфаниловой кислотой и билирубина в ходе реакции Ван-Ден-Берга (определения количества конъюгированного билирубина в крови). Количество билирубина у пациентов с желтухой может быть определено образованием азобилирубина в присутствии метанола.
Химическая формула — C22H24N4O4S.